# Trichosilia pulchrella
Trichosilia pulchrella är en fjärilsart som beskrevs av Bang-haas 1912. Trichosilia pulchrella ingår i släktet Trichosilia och familjen nattflyn. Inga underarter finns listade i Catalogue of Life.